# 卢跃富
卢跃富（1988年—），男，土家族，重庆黔江人，中华人民共和国政治人物。现任重庆海尔洗衣机有限公司喷粉班班长。第十四届全国政协委员。